# 高伝寺
高伝寺（こうでんじ）は、佐賀県佐賀市にある曹洞宗の仏教寺院。山号は恵日山（えにちさん）。
梅の名所としても知られる。

## 歴史
1552年（天文21年）に当時龍造寺氏の家臣だった鍋島清房により、現在の禅宗寺院として創建された。以後、清房の孫である勝茂を初代とする佐賀藩鍋島家の菩提寺となる。1871年（明治4年）最後の佐賀藩主鍋島直大が散在していた鍋島家先祖の墓と元主君である龍造寺家の墓を集めて整備したため、龍造寺隆信や佐賀藩歴代藩主の墓所がある。

## 文化財

### 佐賀県指定重要文化財
- 釈迦堂

本堂内にあり、正面1間、側面1間。総ケヤキ造りで生漆を塗って仕上げられている。1655年（承応4年）初代藩主鍋島勝茂が父直茂と母陽泰院の菩提を弔うために奉祀した釈迦三尊像が安置されている。禅宗様建築の特色がみられる。
- 紺紙金字法華経7巻

12世紀第3四半世紀頃の制作と考えられている装飾経。
- 釈迦・迦葉・阿難図　狩野探幽筆

鍋島勝茂が幕府の御用絵師をつとめた狩野探幽に依頼して制作したもの。中幅に合掌する立像の釈迦、左右幅は右に釈迦十大弟子の迦葉、左に阿難が坐像で配されている。

### 佐賀市指定

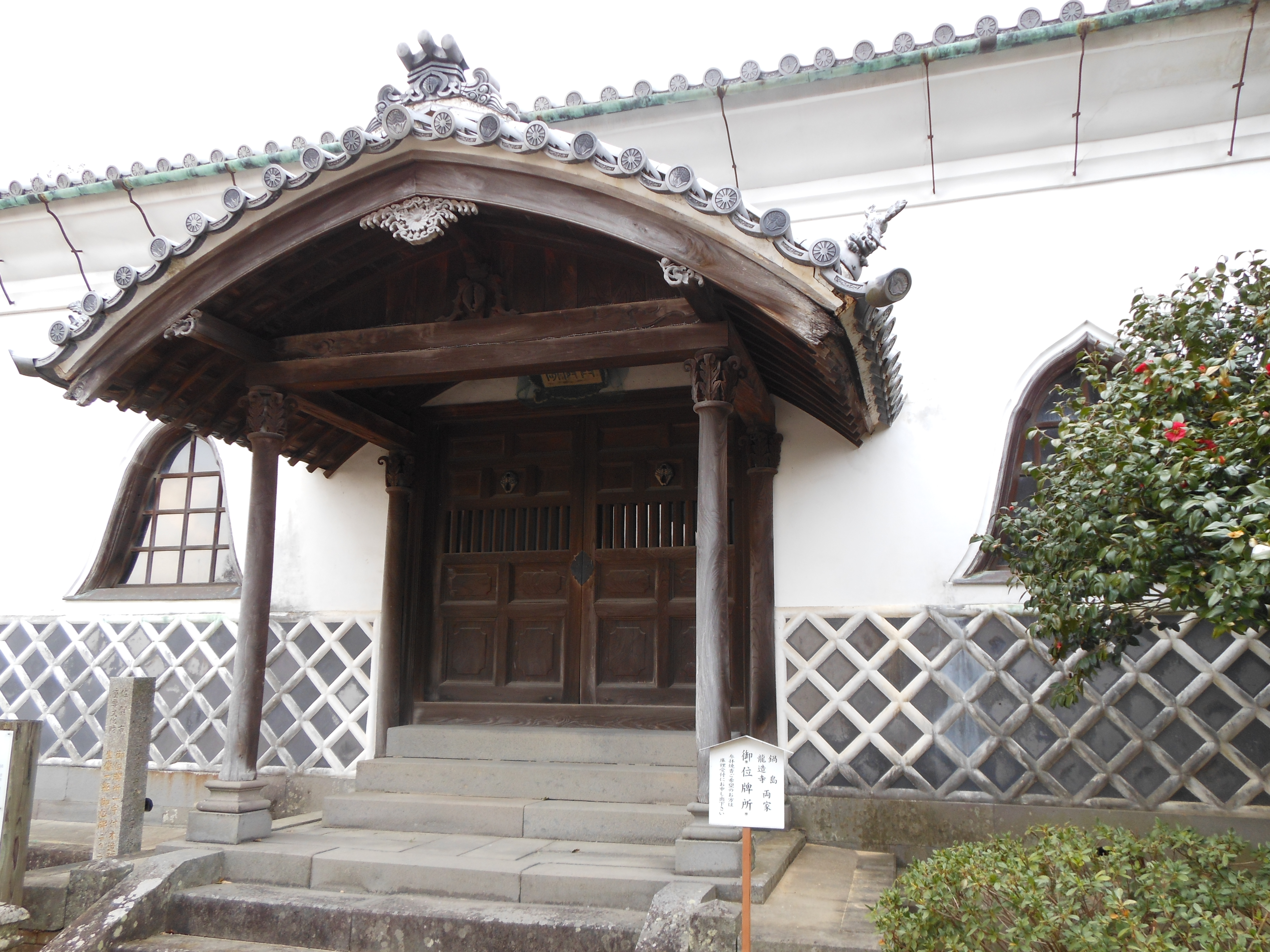
高伝寺御位牌所

- 大涅槃像（佐賀市指定文化財）

紙本著色、1706年（宝永3年）制作。本紙が縦1281.4cmx横520.5cm、描表装も含めると縦1514.0cmx横609.8cmの大きさを持つ、日本最大級の涅槃図。絵は明兆筆の仏涅槃図（東福寺蔵）をほぼ忠実に写したものだが、高伝寺本のほうが2回りほど大きい。縦横比率もこちらのほうが縦長であるが、モチーフの間隔や位置を少しずつ変更することで違和感のない作品に仕上げている。絵の作者は不明であるが本紙の紙背墨書や箱蓋裏の墨書、更に『葉隠』聞書第六に本作の制作について記されており、佐賀藩3代藩主鍋島綱茂の発願により制作されたことが分かる。
損傷が激しかったため九州国立博物館でおよそ2年をかけて修復された。毎年期間限定で公開されているが大きすぎるため高伝寺内で一部分のみの公開となっているが、修復後初めて行われた一般公開は九州国立博物館1階エントランスに吊り下げられての全体公開が行われた。
- 御位牌所（佐賀市指定文化財）

1896年（明治29年）建立。唐風な花頭窓と棧唐戸、そして向拝の屋根はギリシャ風の柱に支えられた破風造りとなっている。内部中央に鍋島光茂が寄進した阿弥陀如来像が鎮座しているほか、最大のもので高さ1.34メートルにもなる龍造寺、鍋島両家の202霊を祀る位牌が並ぶ。
- 木造鍋島忠直坐像（佐賀市指定文化財）

本堂に安置されている冠までの高さ50センチの坐像。忠直に仕えた江副金兵衛の作。江副金兵衛は像を藩主光茂に贈った後、忠直に殉死しており、これを受けて光茂は1661年（寛文元年）に追腹禁止令を発布した。これは幕府が出した殉死禁止令に先駆けてのことである。
- 高伝寺墓所（佐賀市指定史跡）

墓所の正面と東側に龍造寺隆信をはじめ龍造寺正統、西側に鍋島家正統の墓碑が並ぶ。
鍋島家

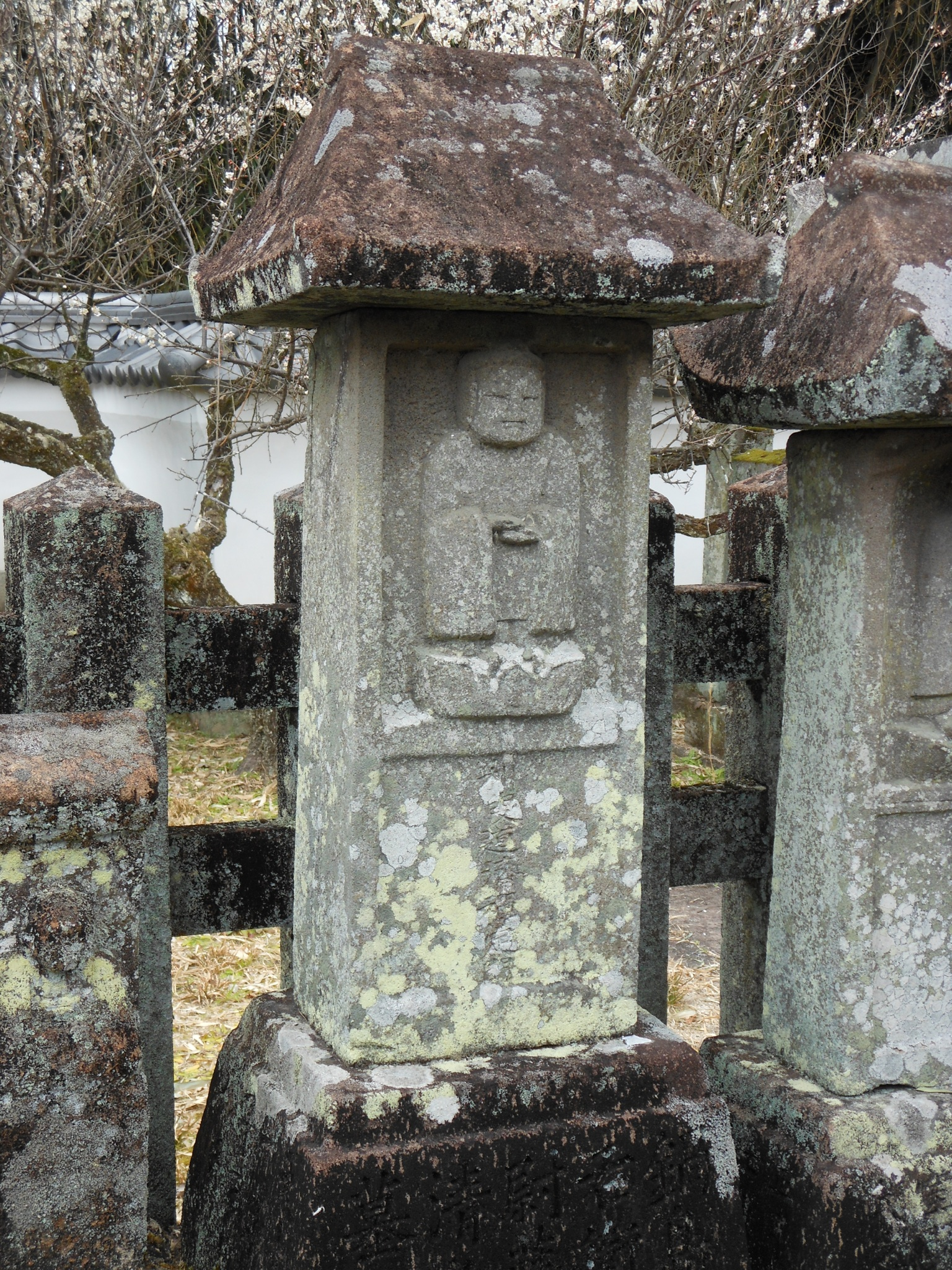
鍋島清久の墓
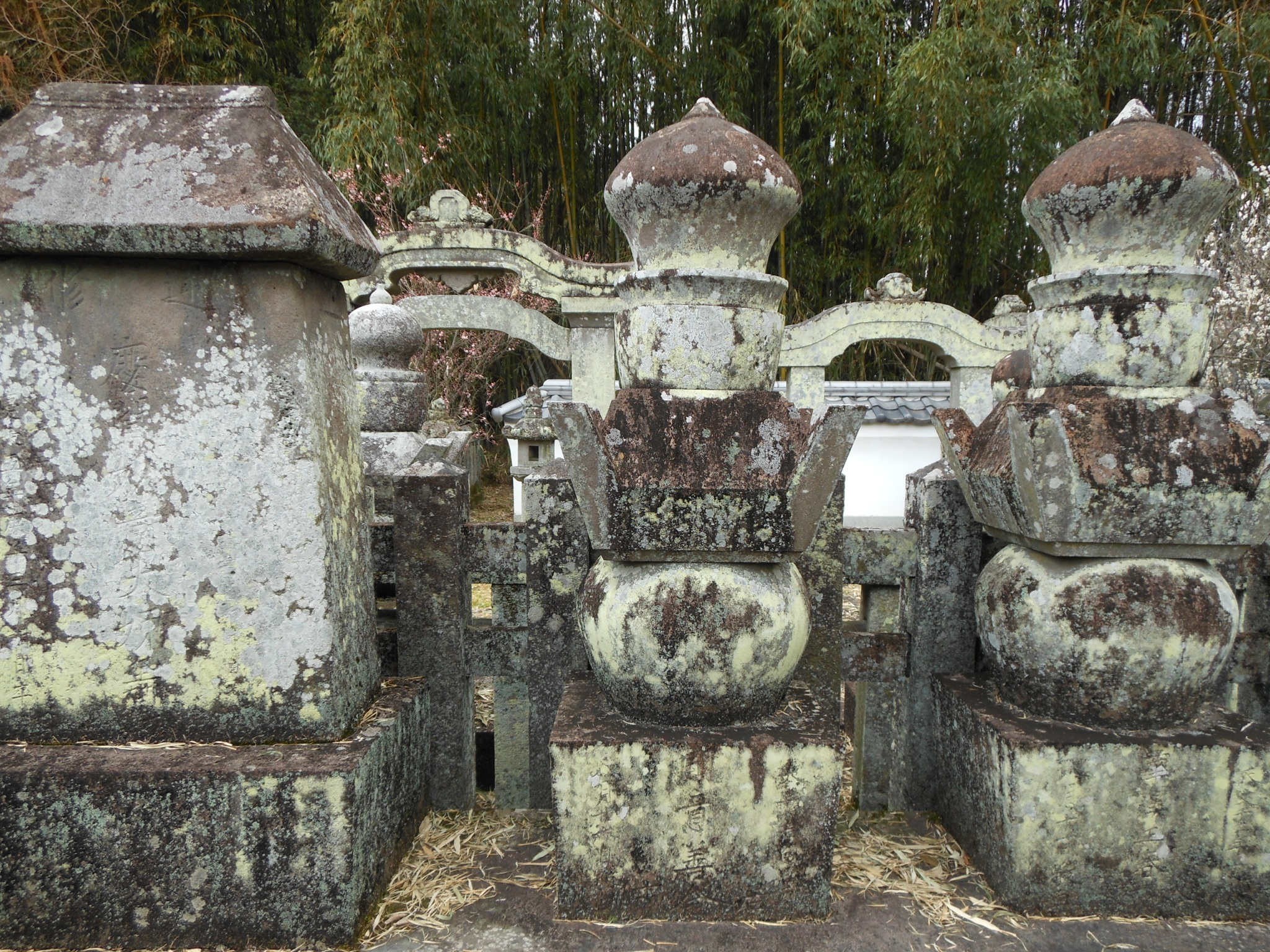
鍋島清房の墓
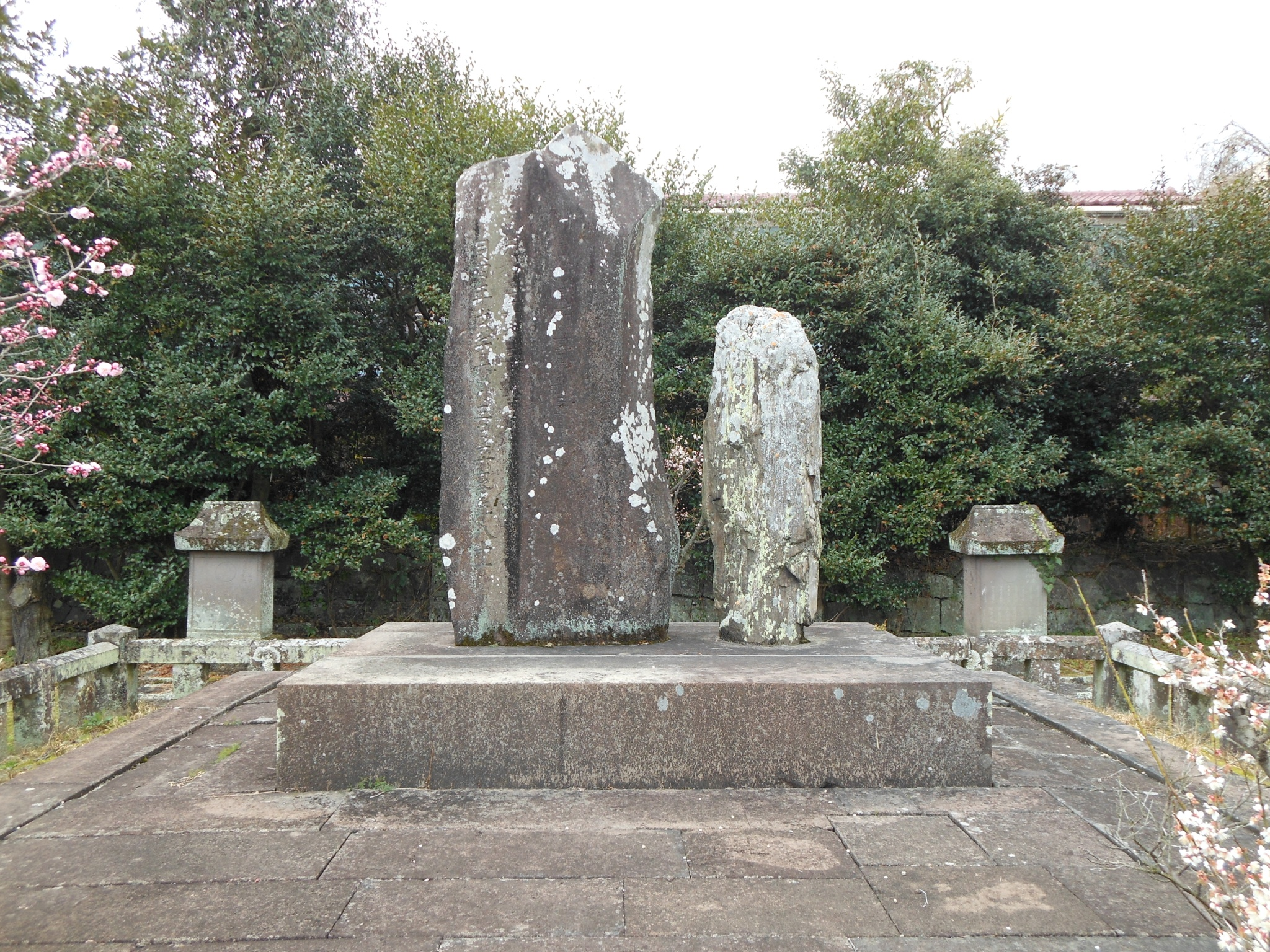
鍋島直茂の墓
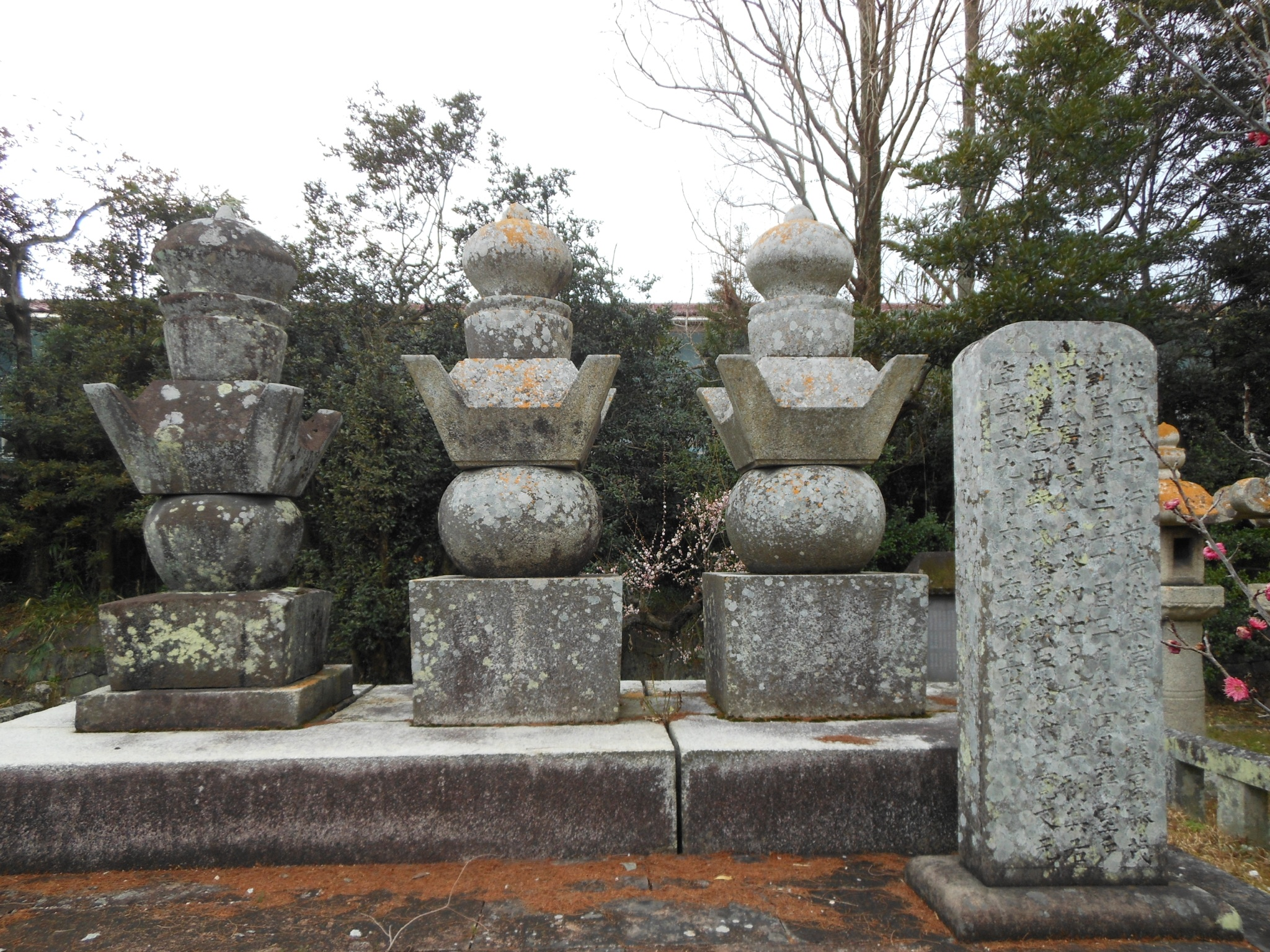
初代藩主鍋島勝茂の墓
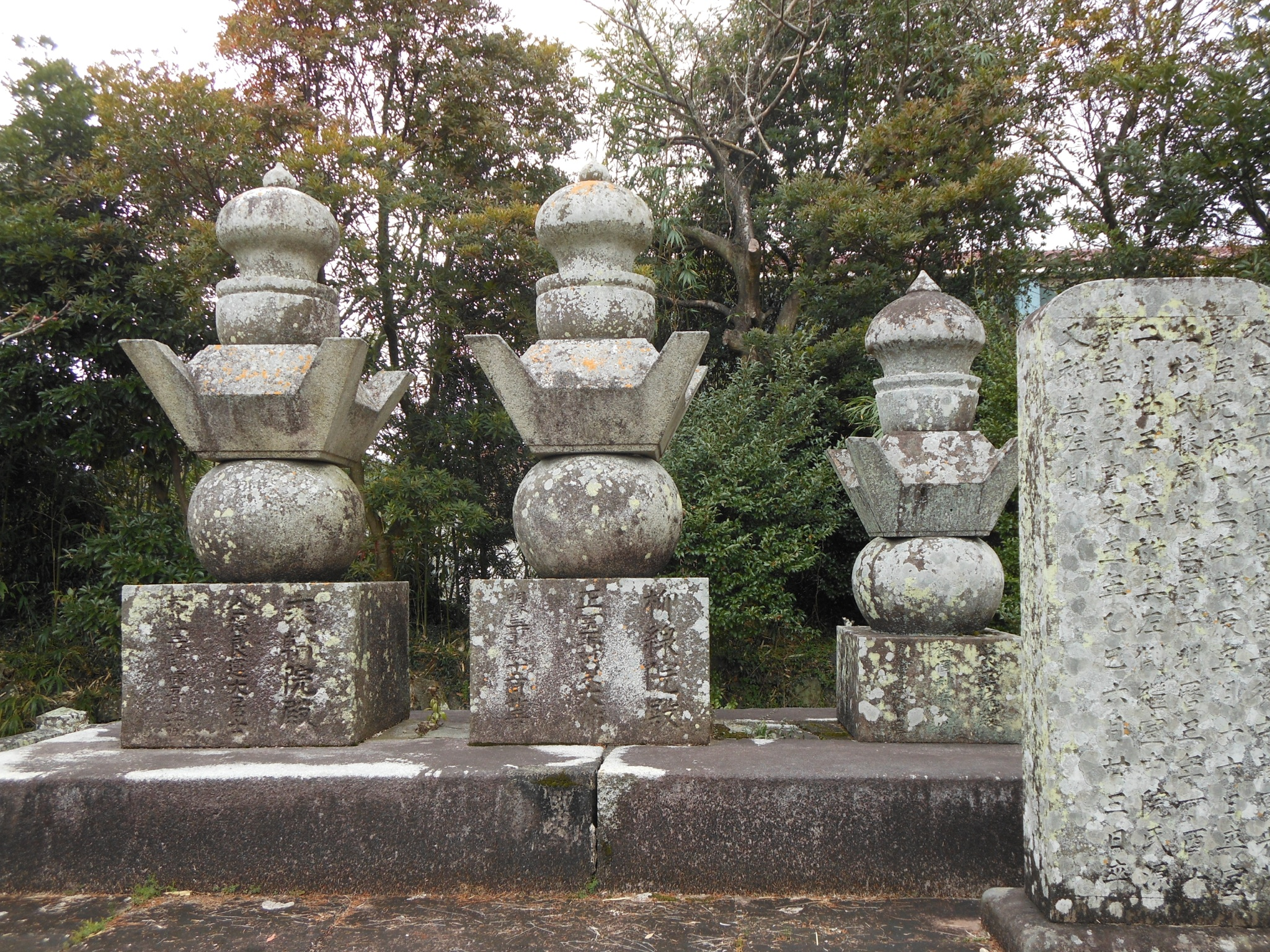
2代藩主鍋島光茂の墓
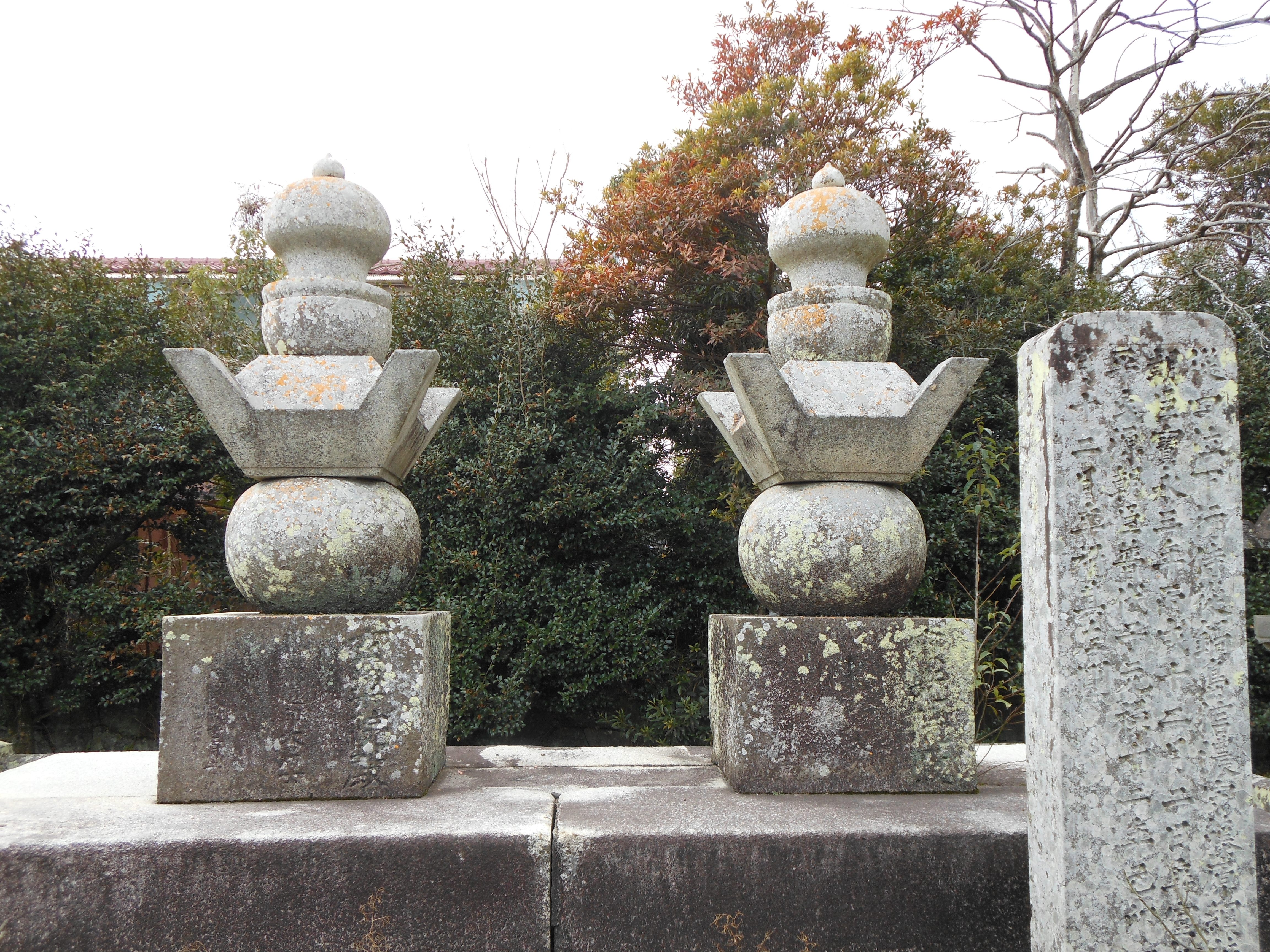
3代藩主鍋島綱茂の墓
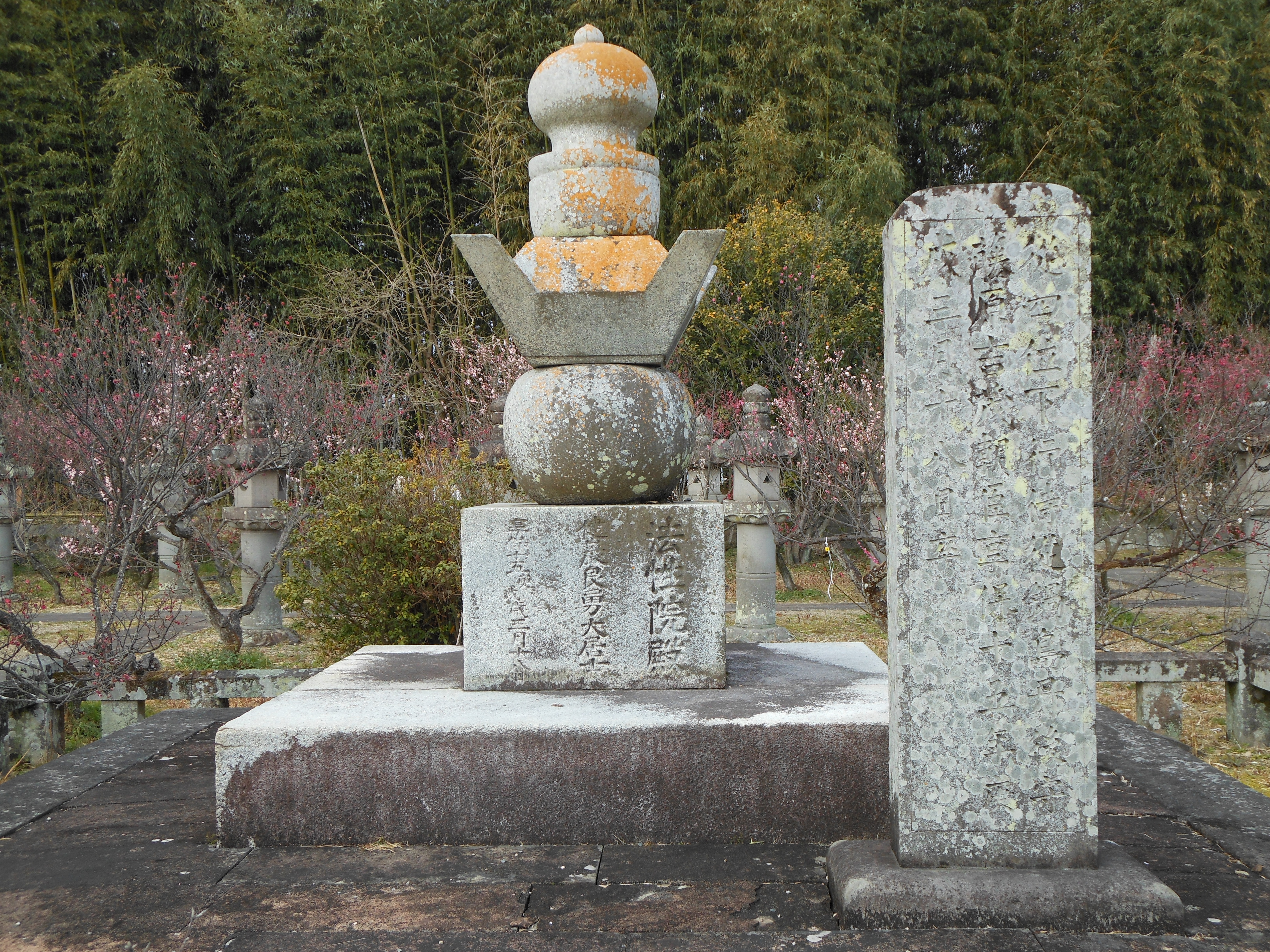
4代藩主鍋島吉茂の墓
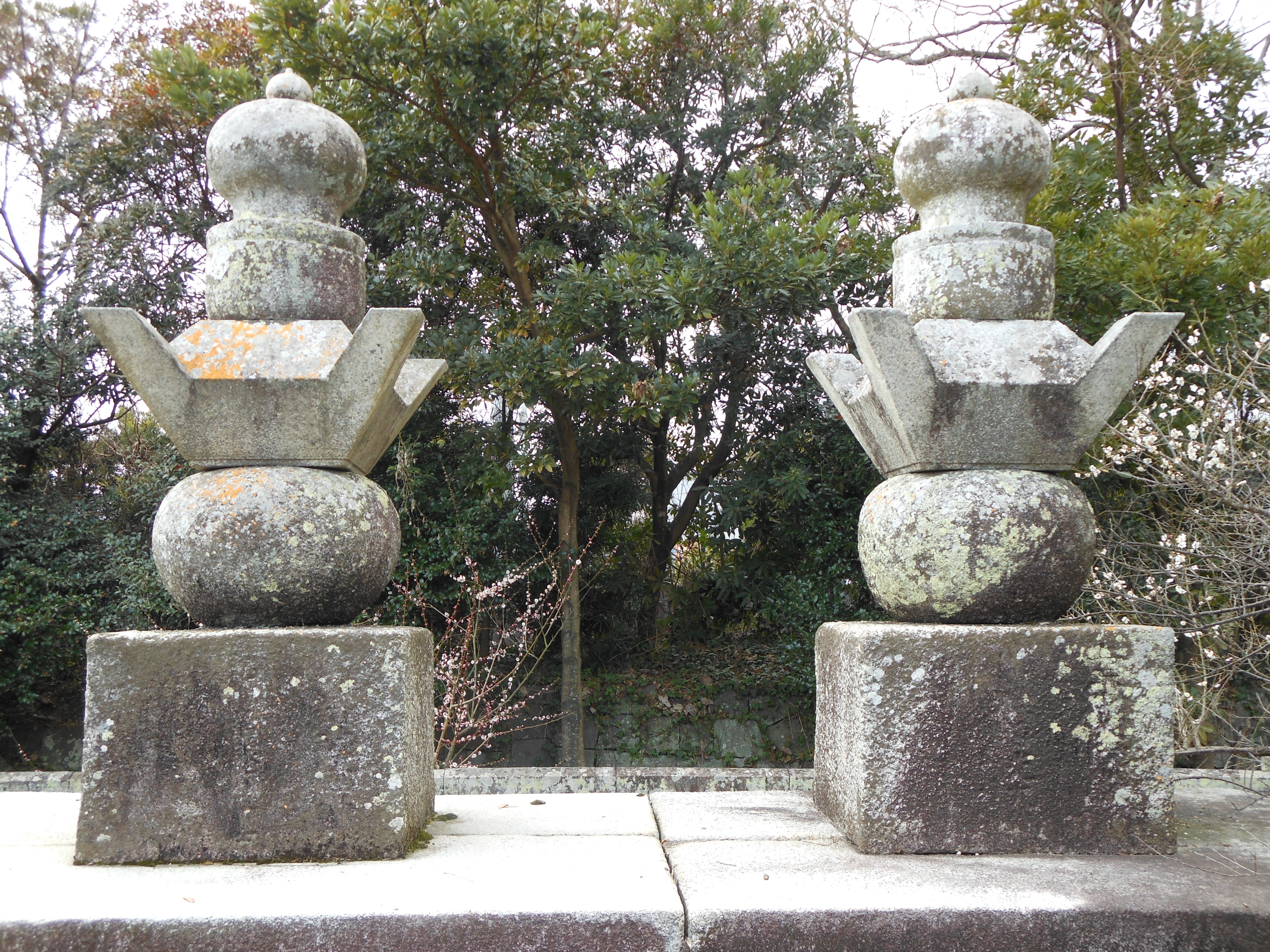
5代藩主鍋島宗茂の墓
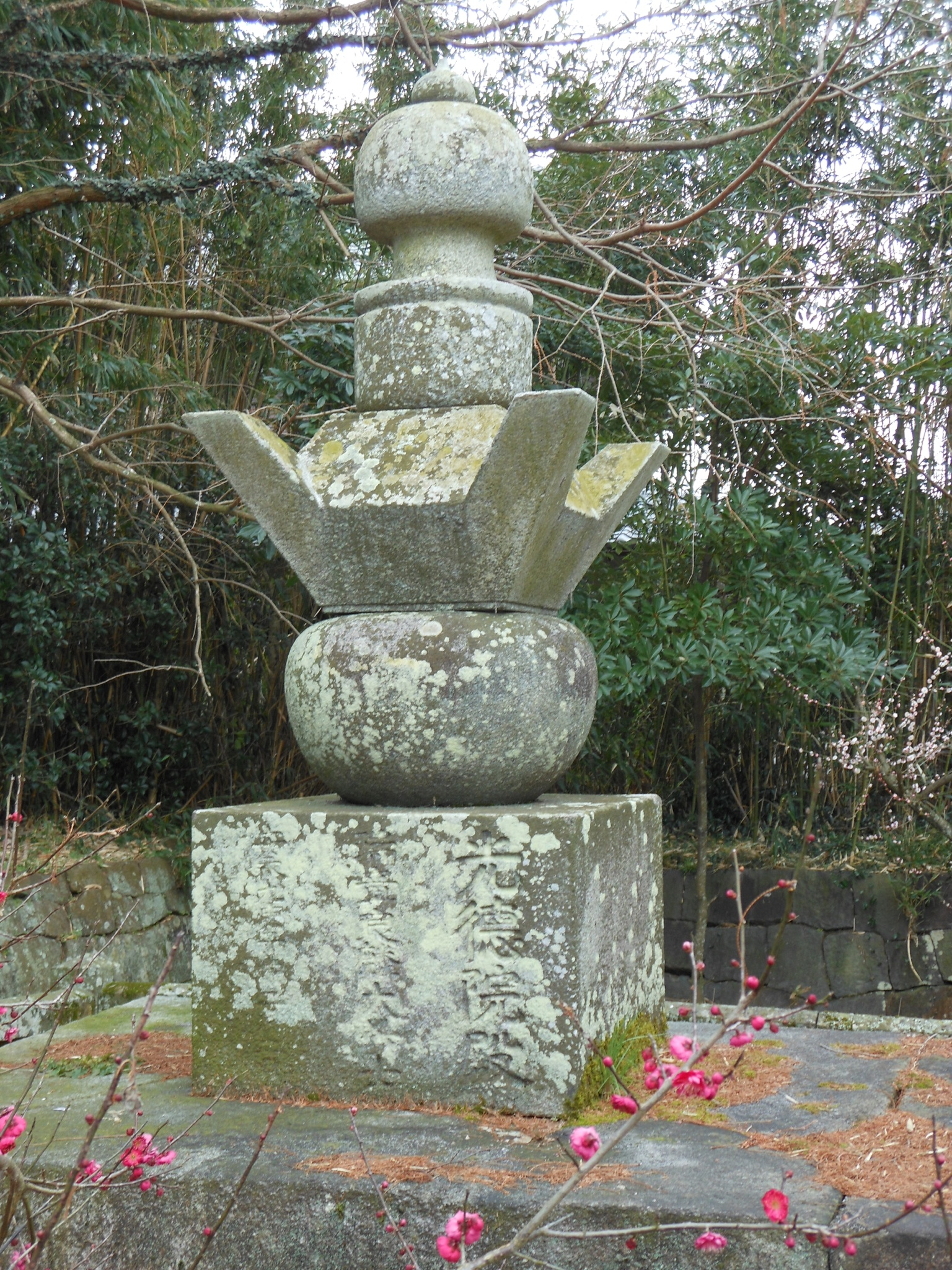
6代藩主鍋島宗教の墓
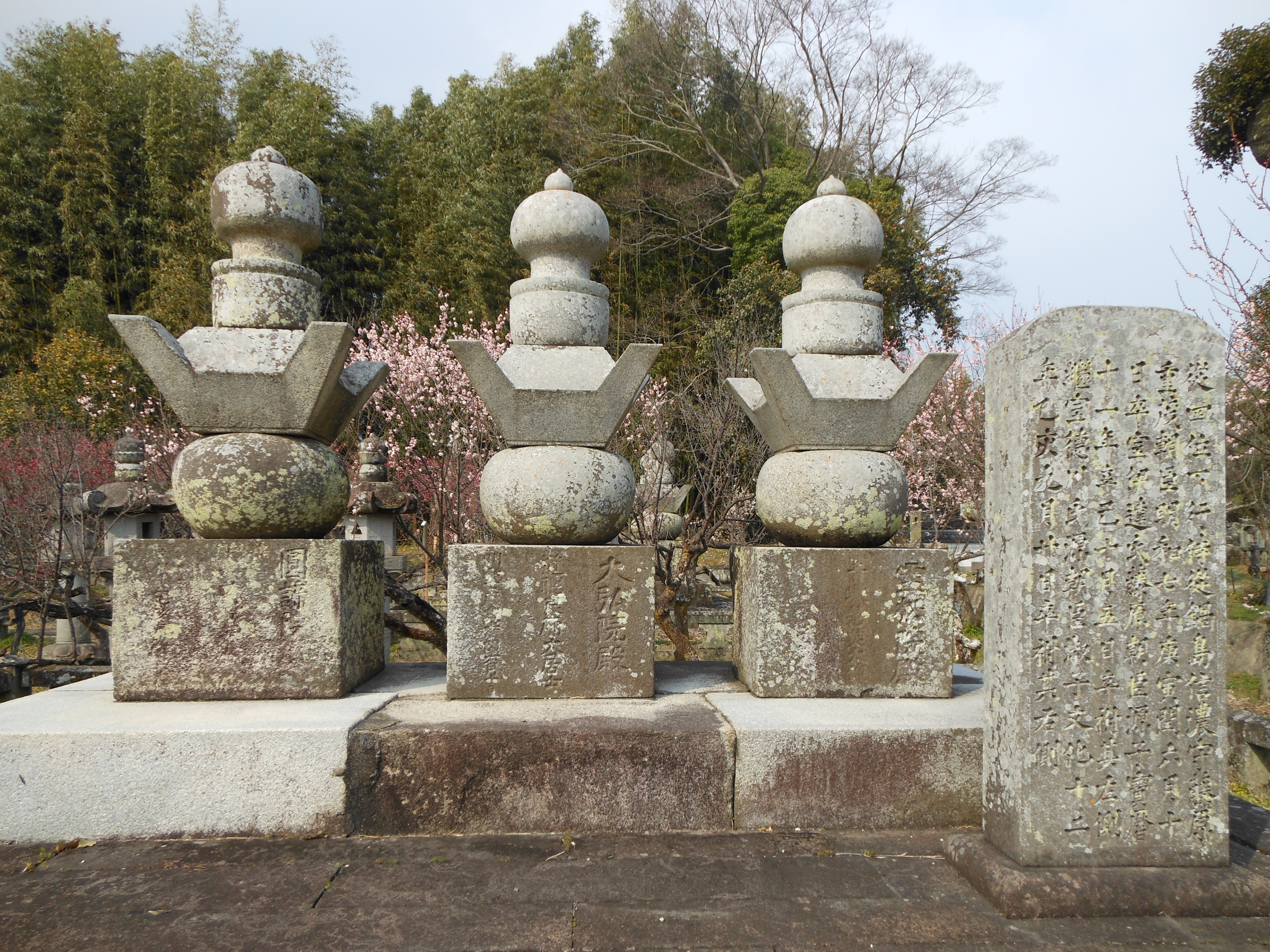
7代藩主鍋島重茂の墓
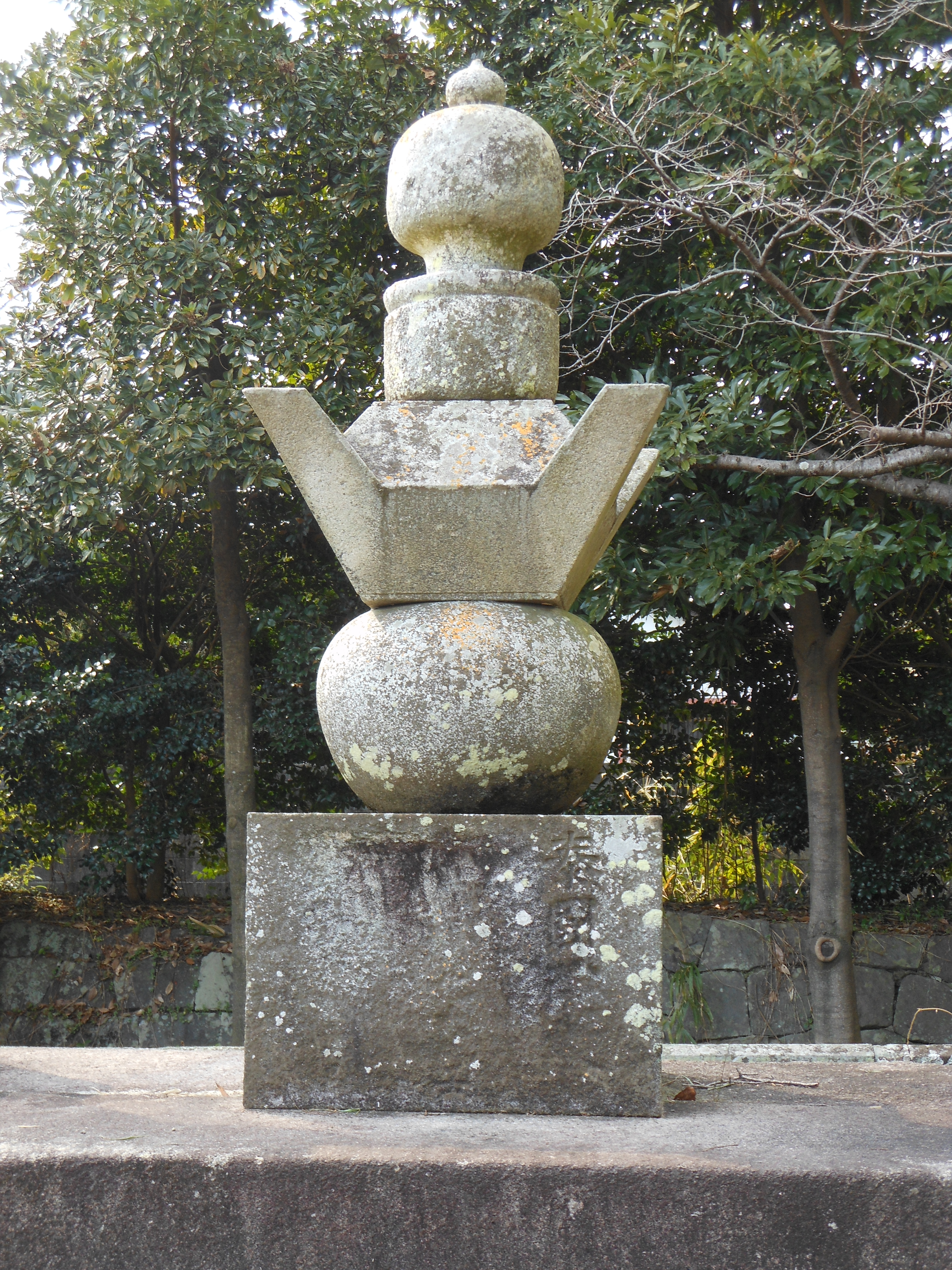
8代藩主鍋島治茂の墓
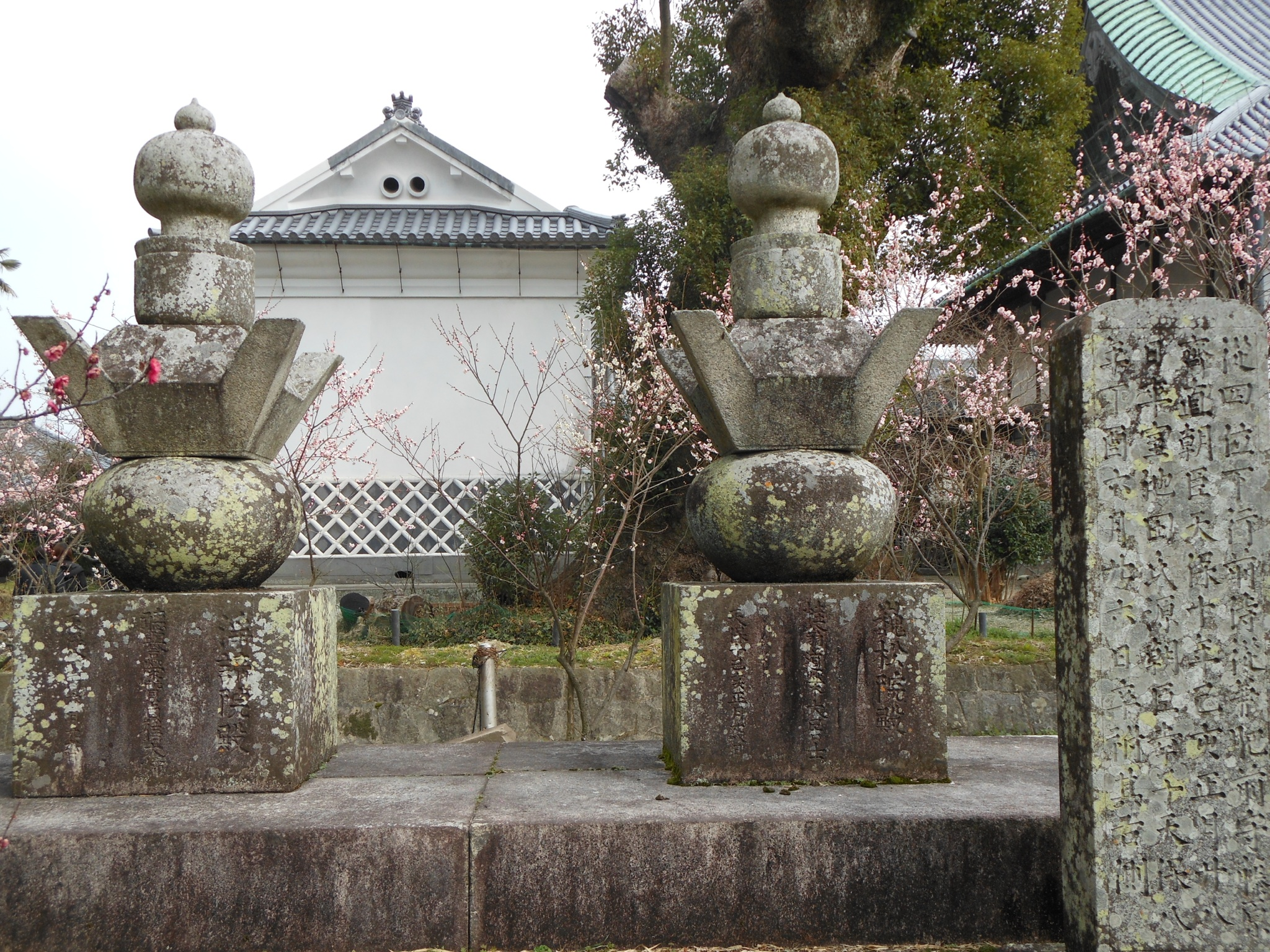
9代藩主鍋島斉直の墓
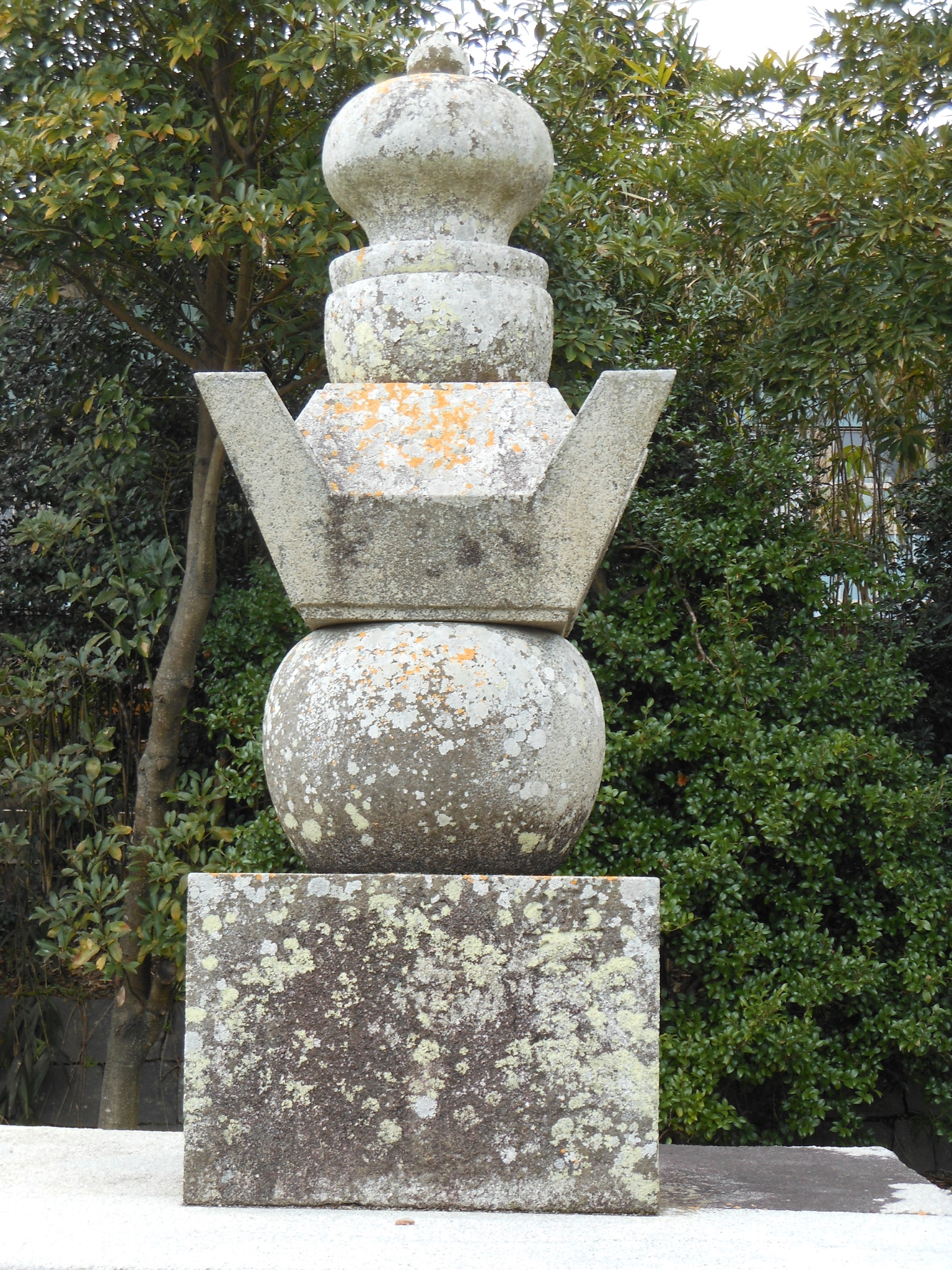
鍋島忠直の墓
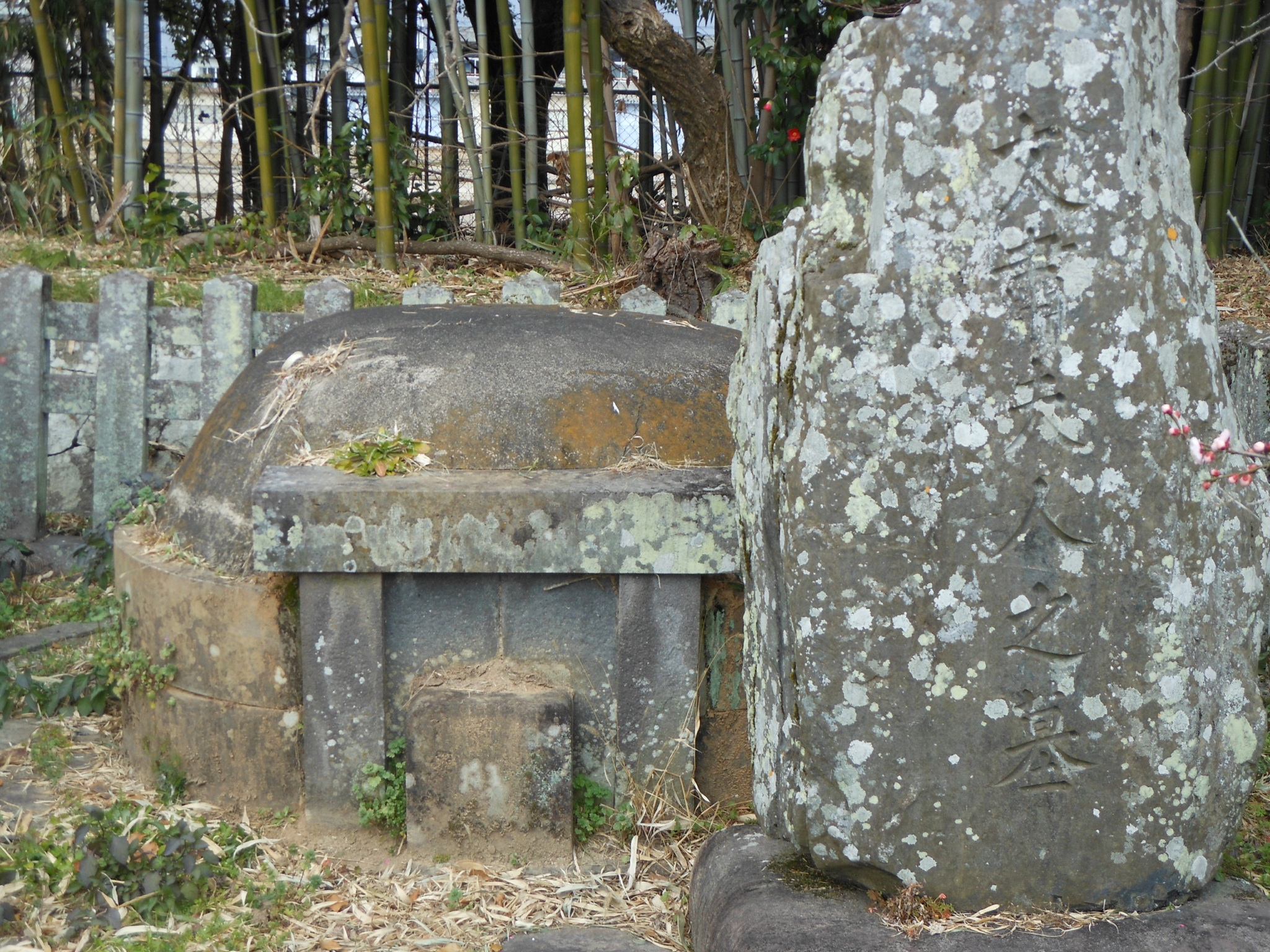
盛姫（鍋島直正室）の墓

龍造寺家

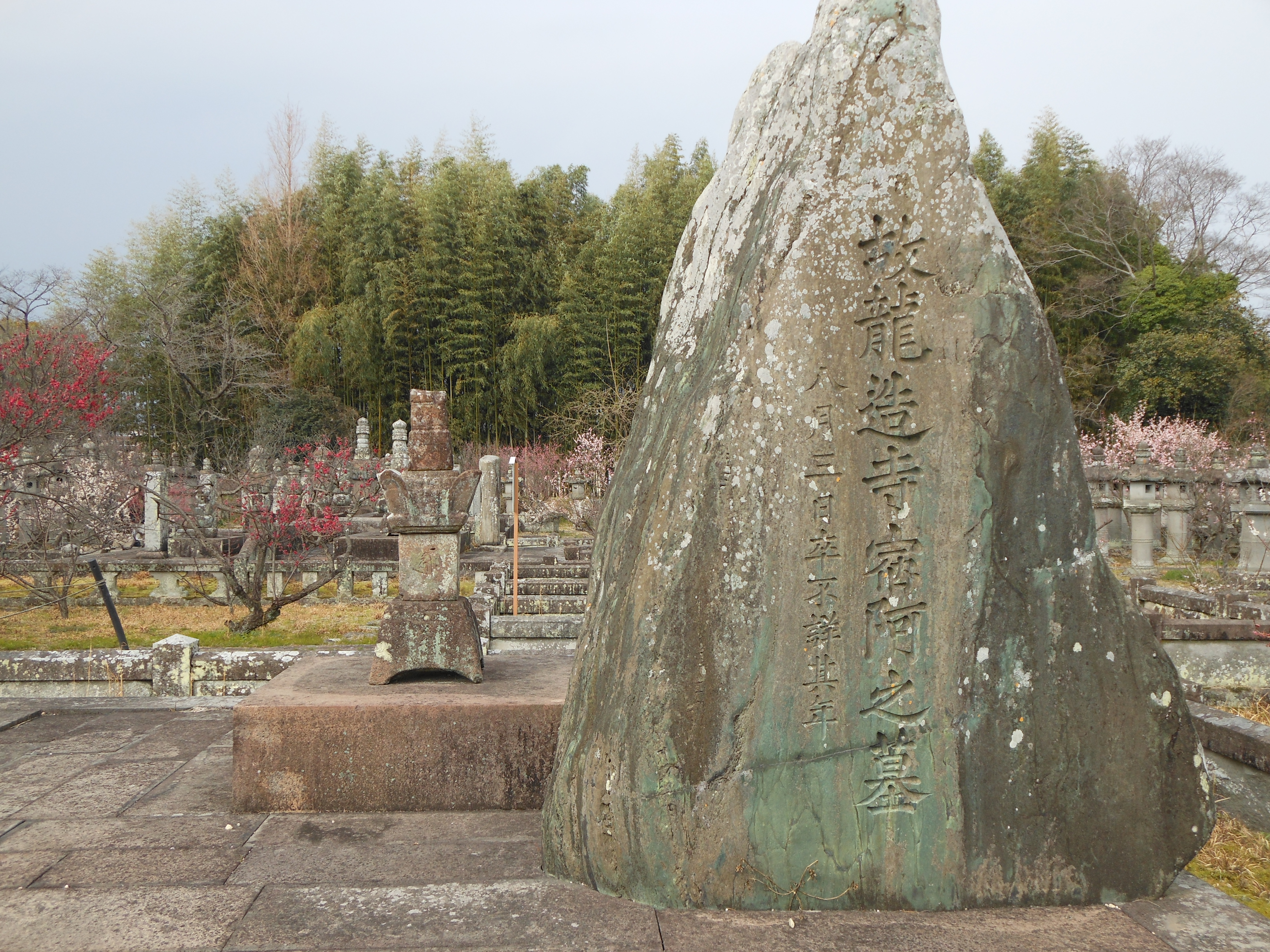
龍造寺家初代の遠祖　李慶公宿阿の墓
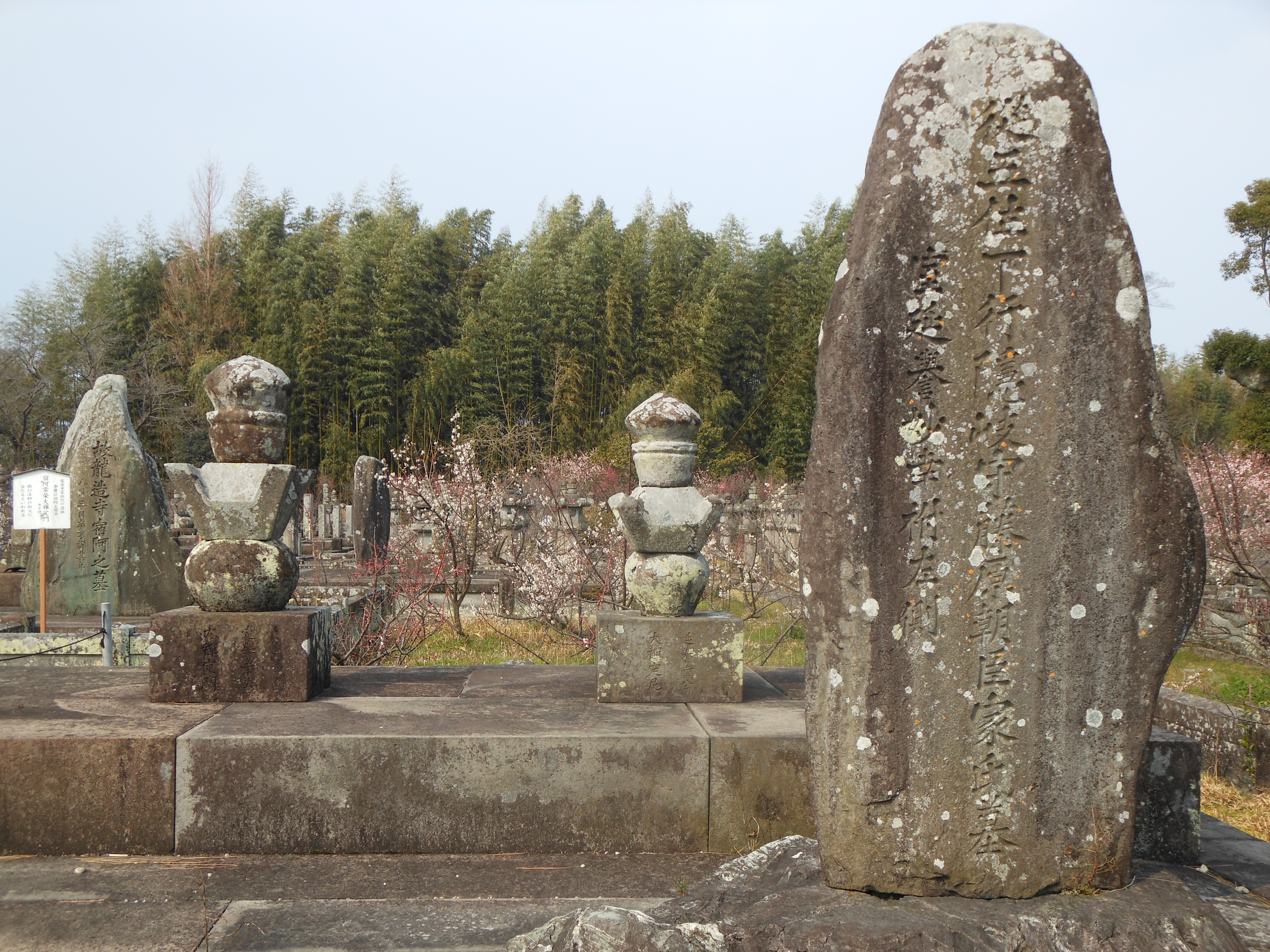
龍造寺家氏の墓
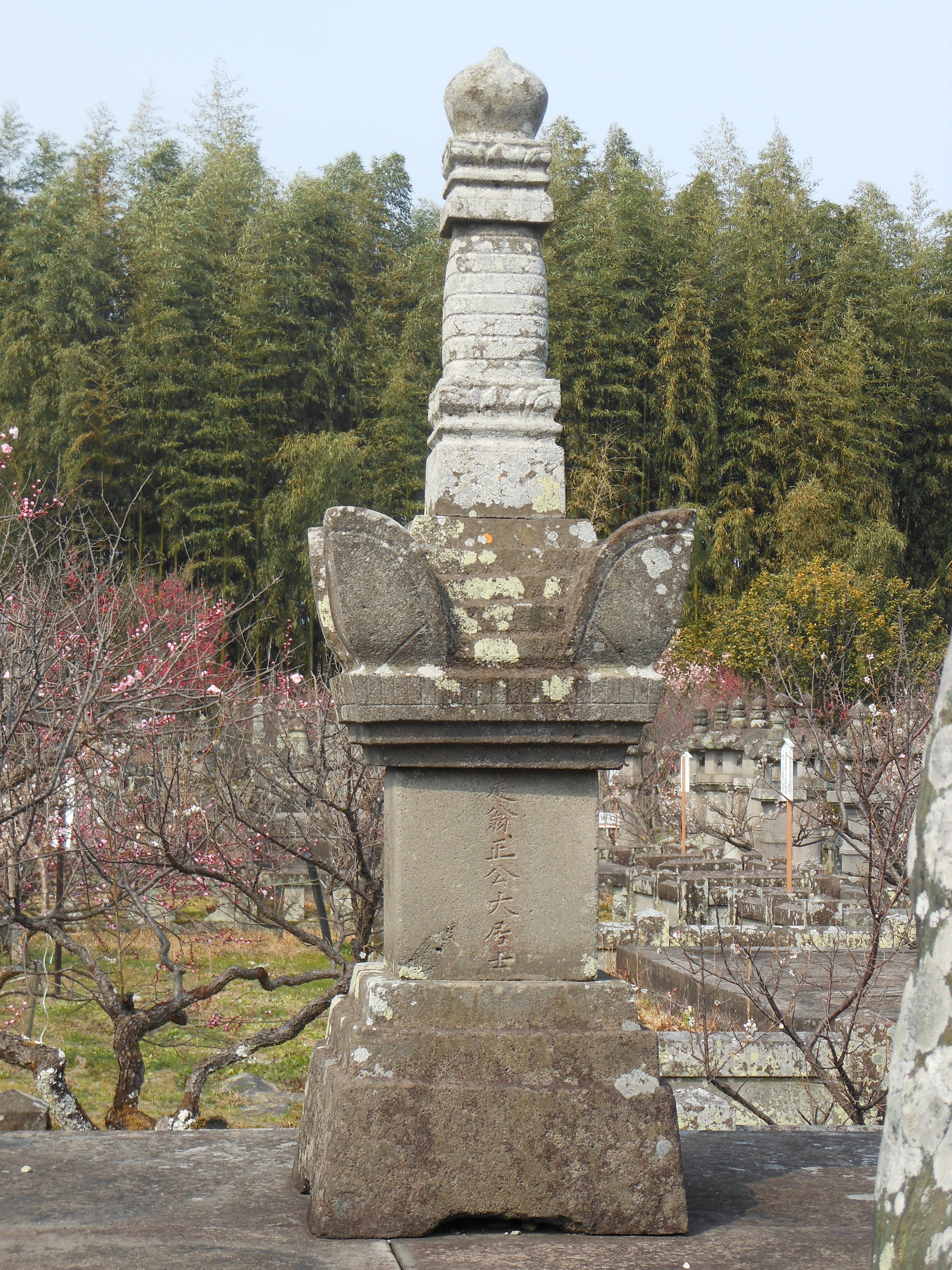
龍造寺康家の墓
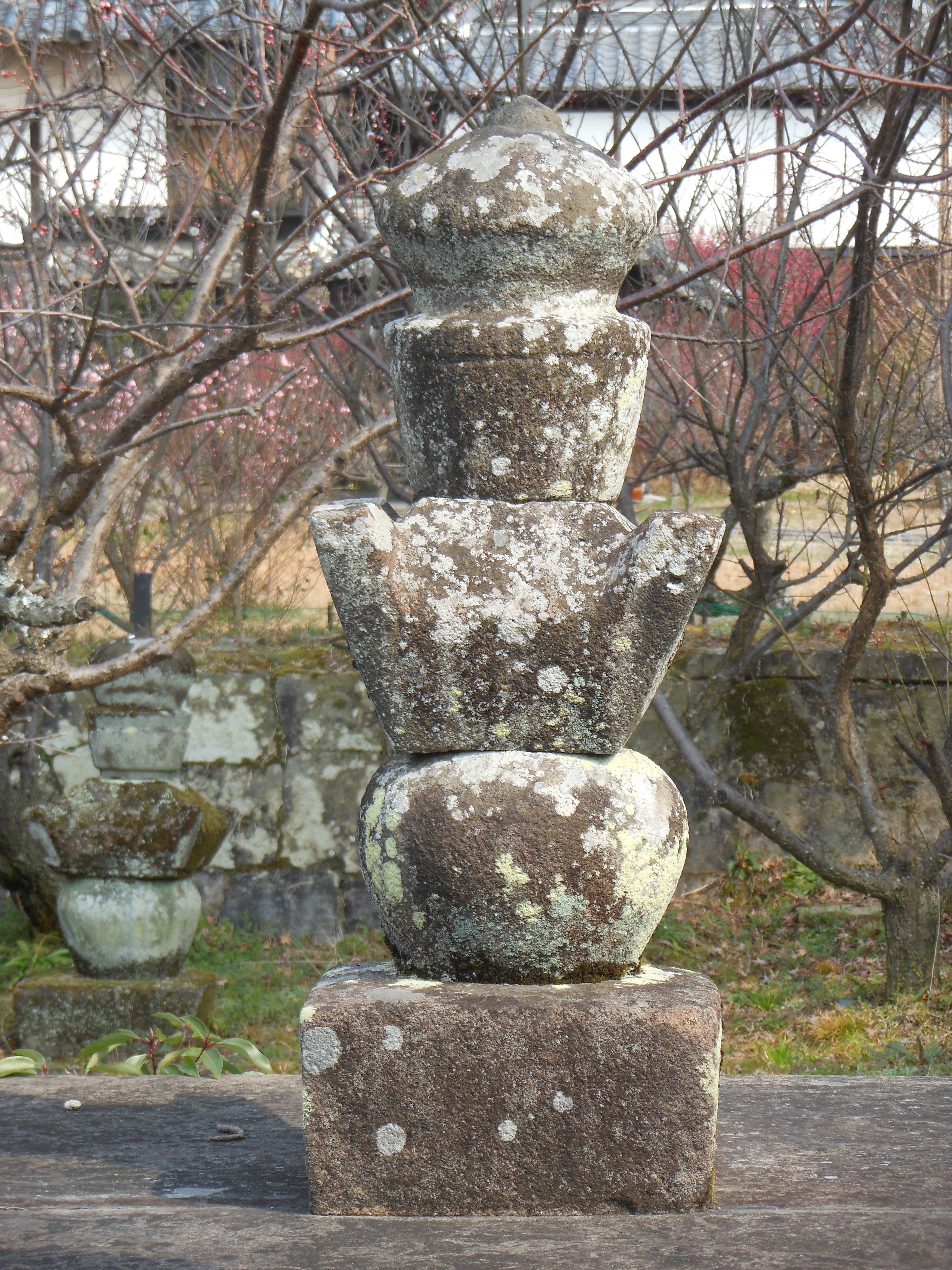
龍造寺家和の墓
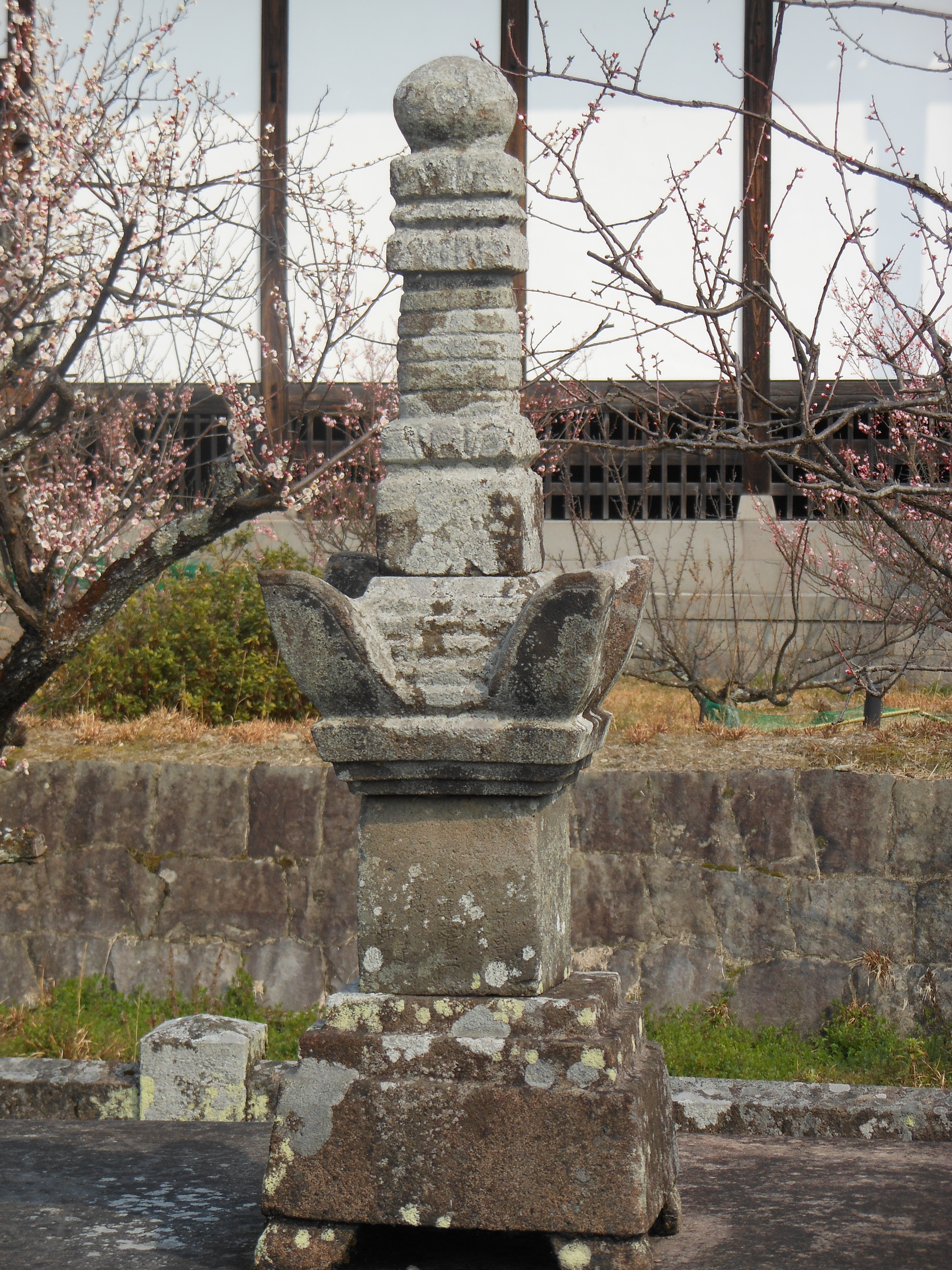
龍造寺胤久の墓
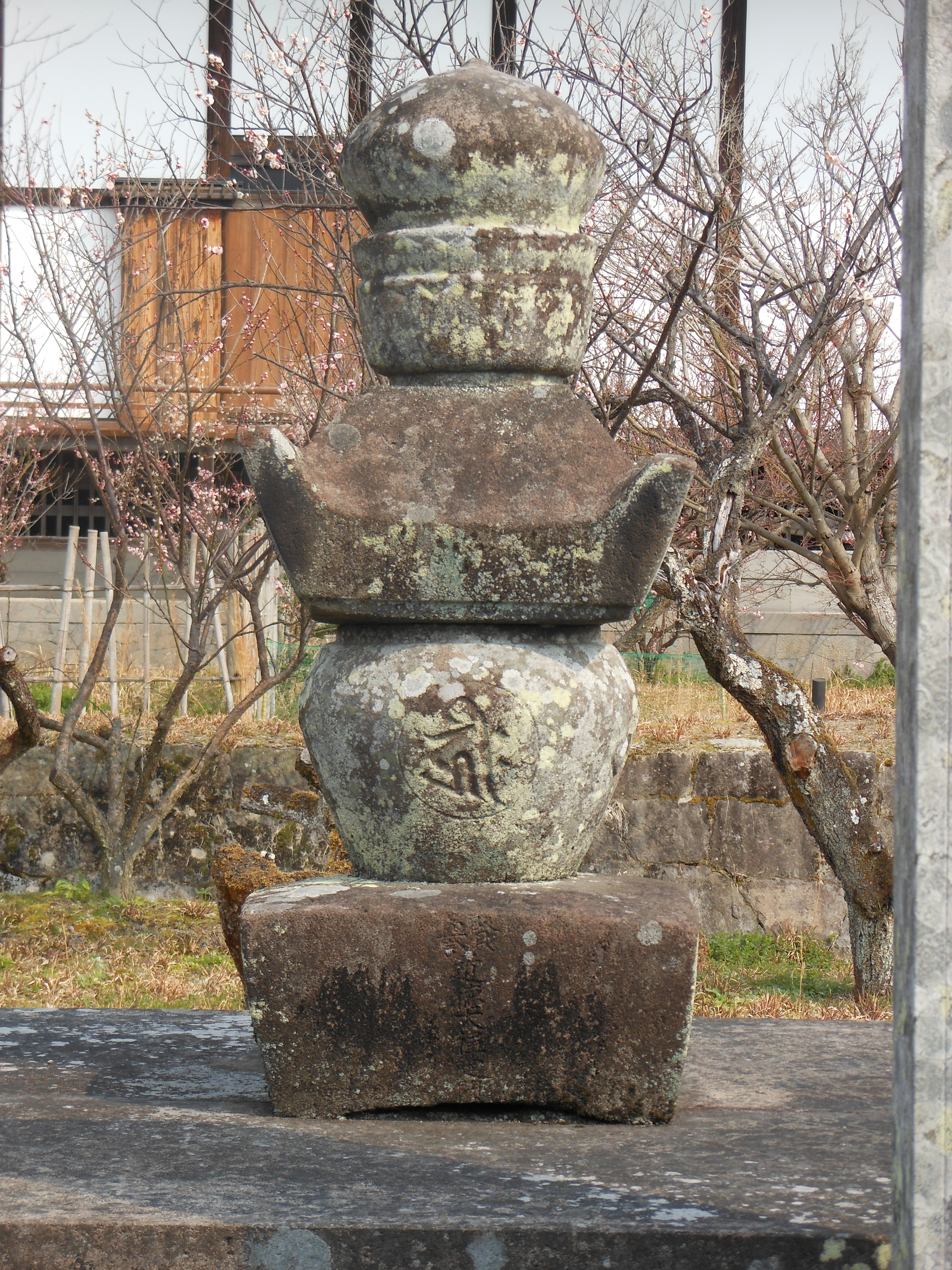
龍造寺胤栄の墓
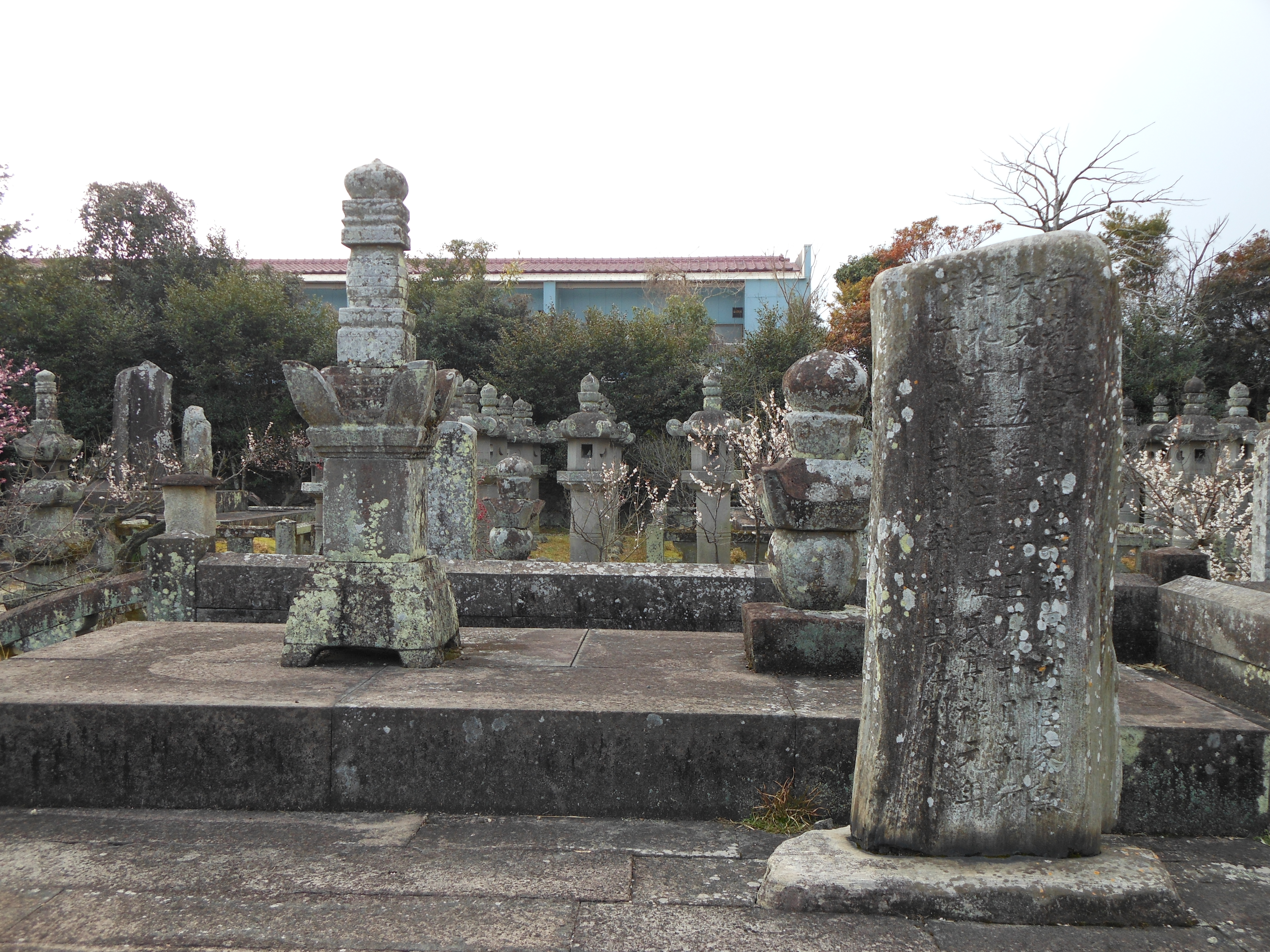
龍造寺家兼の墓
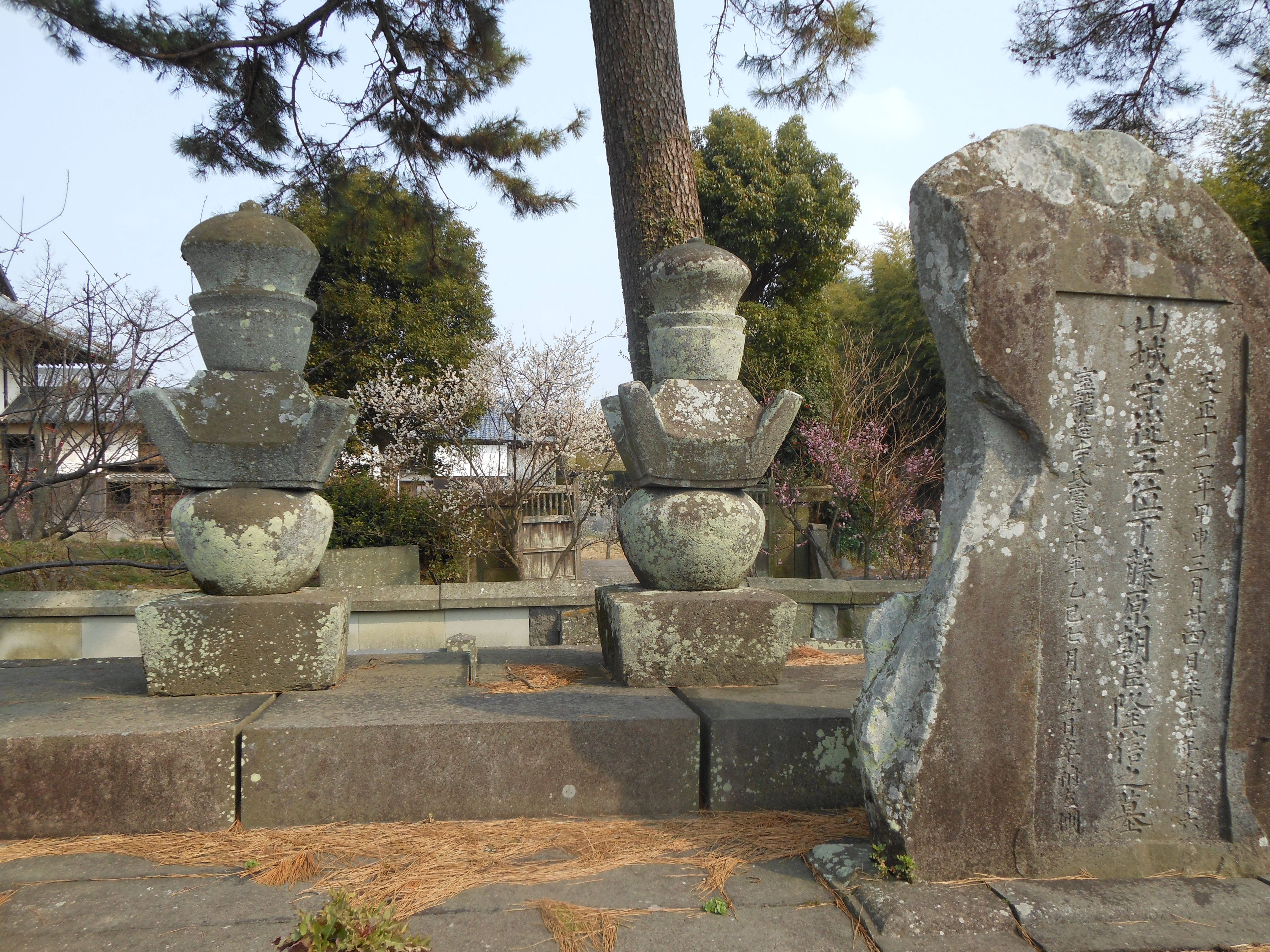
龍造寺隆信の墓
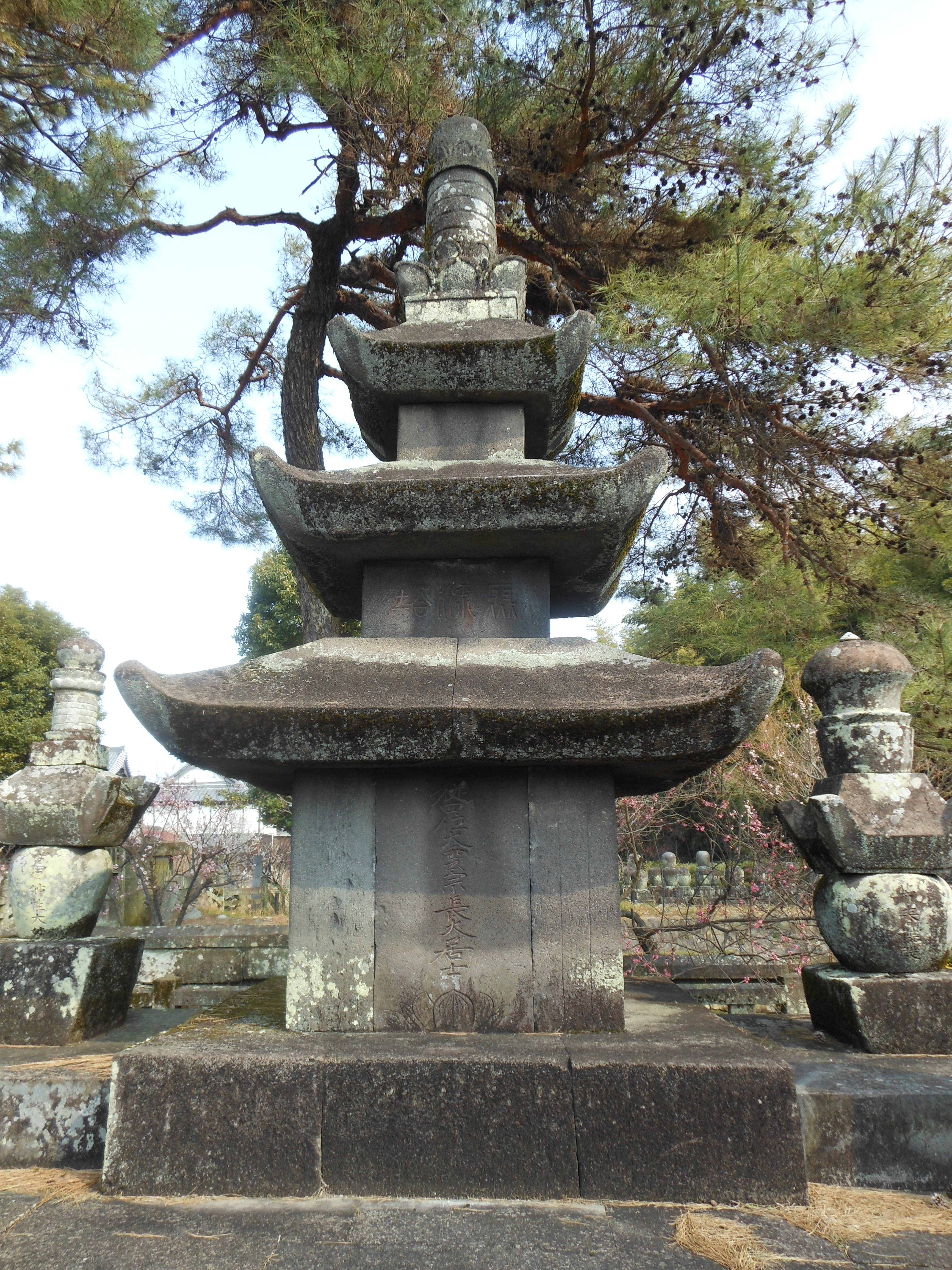
龍造寺政家の墓
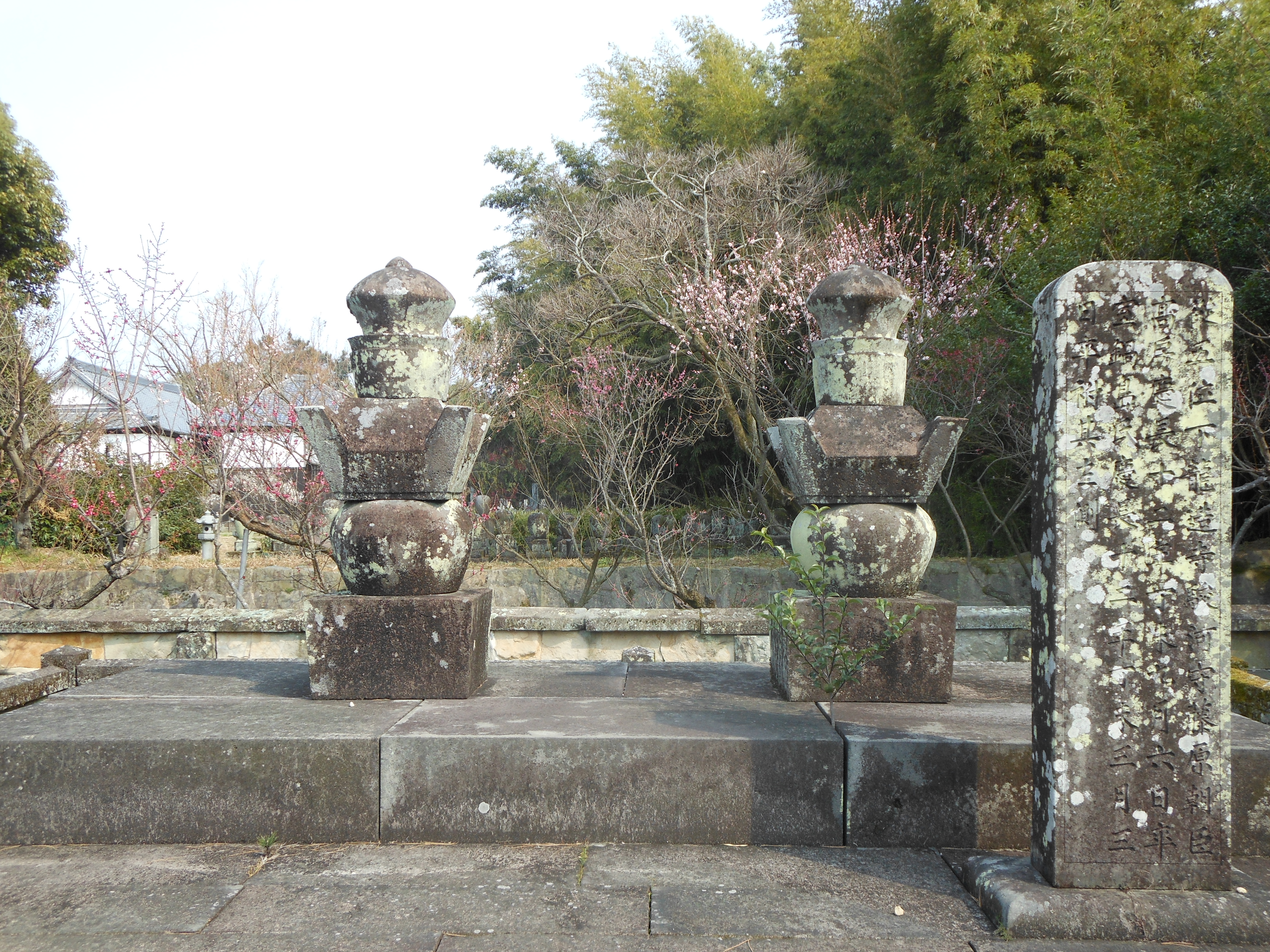
龍造寺高房の墓
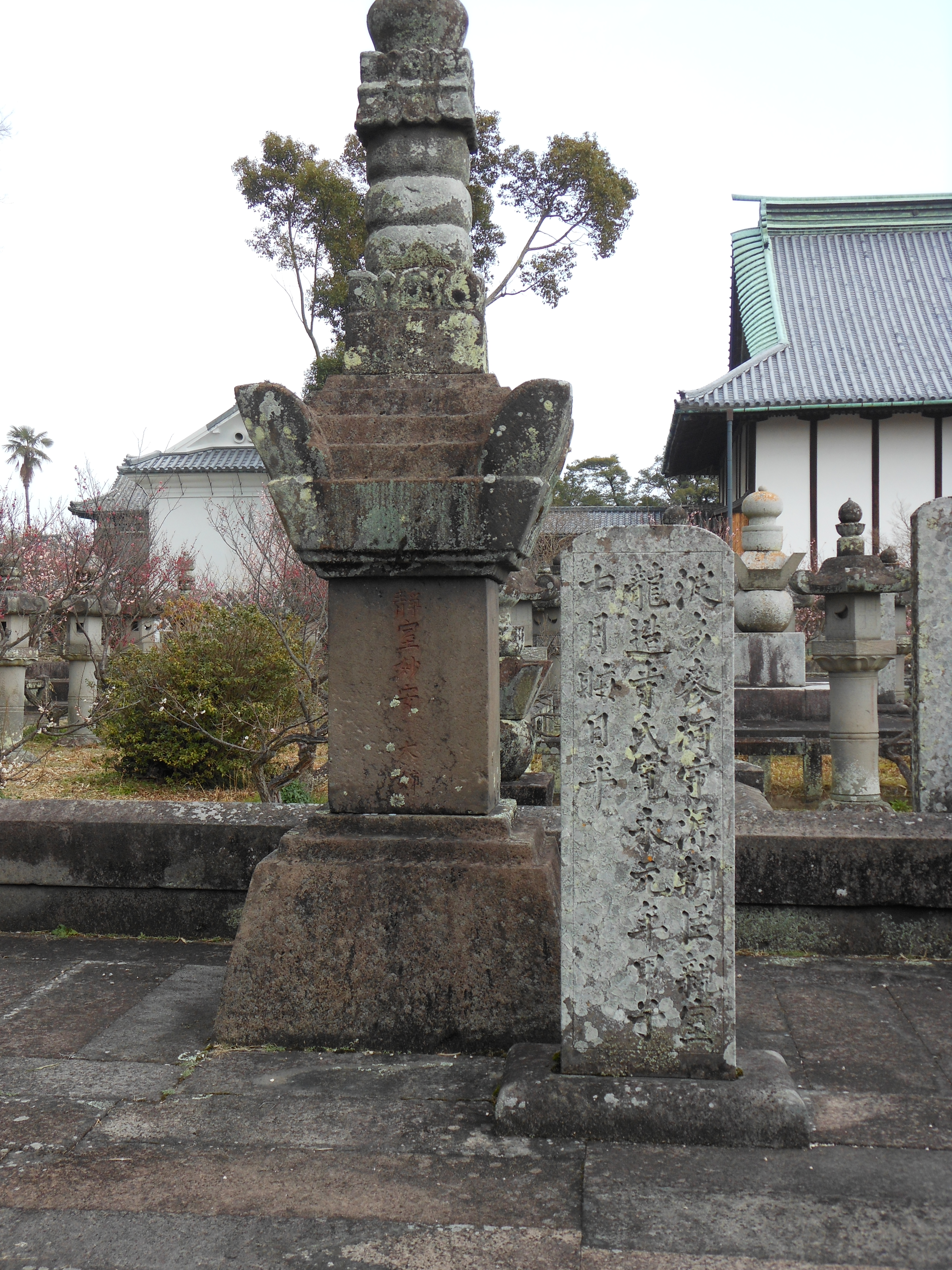
妙安尼(龍造寺胤栄の娘）の墓

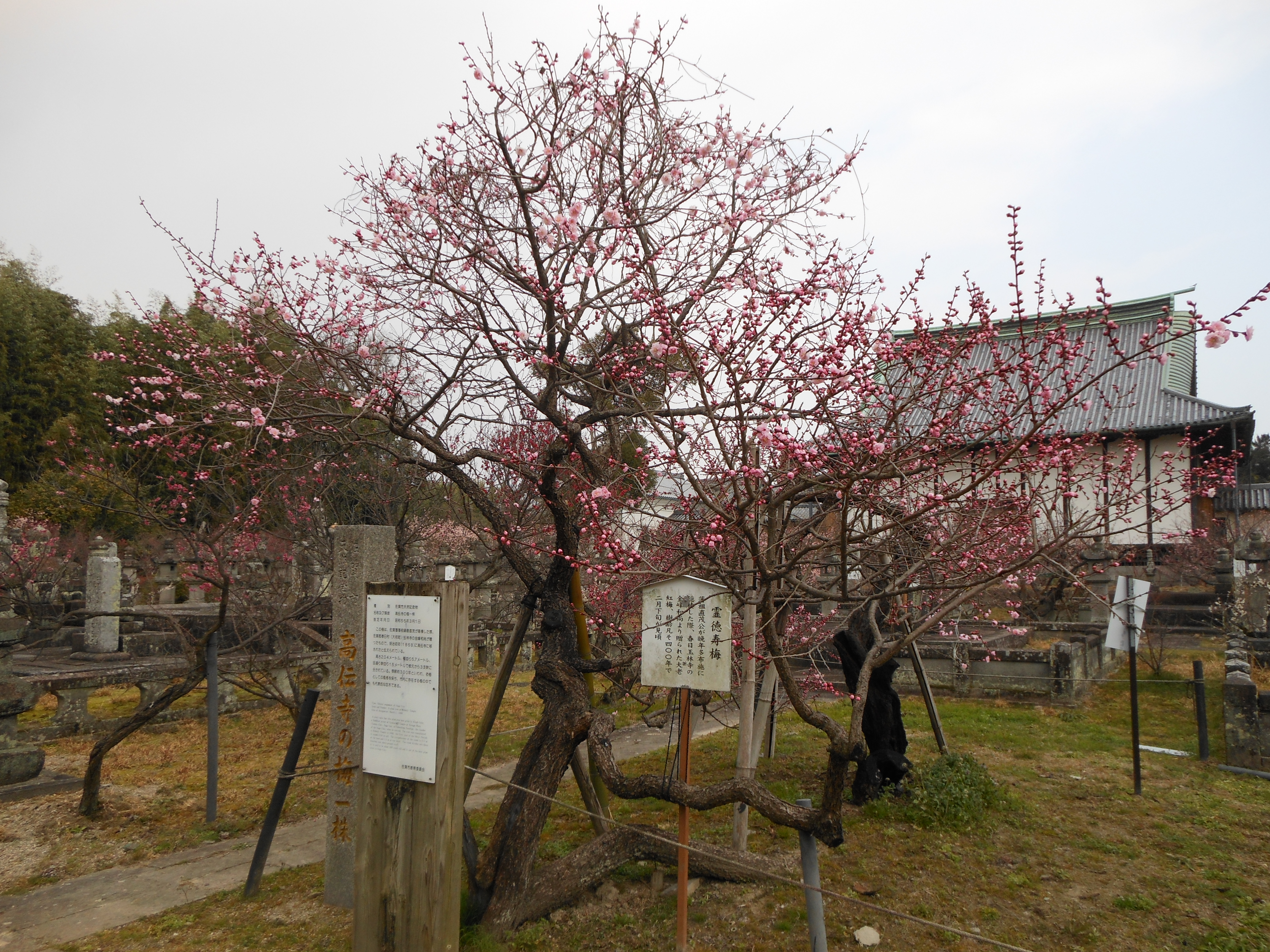
霊徳寿梅

- 高伝寺の梅（佐賀市指定天然記念物）

「霊徳寿梅」と称される樹齢約400年の古木。佐賀郡春日村の玉林寺より鍋島直茂に贈られたという。

## その他

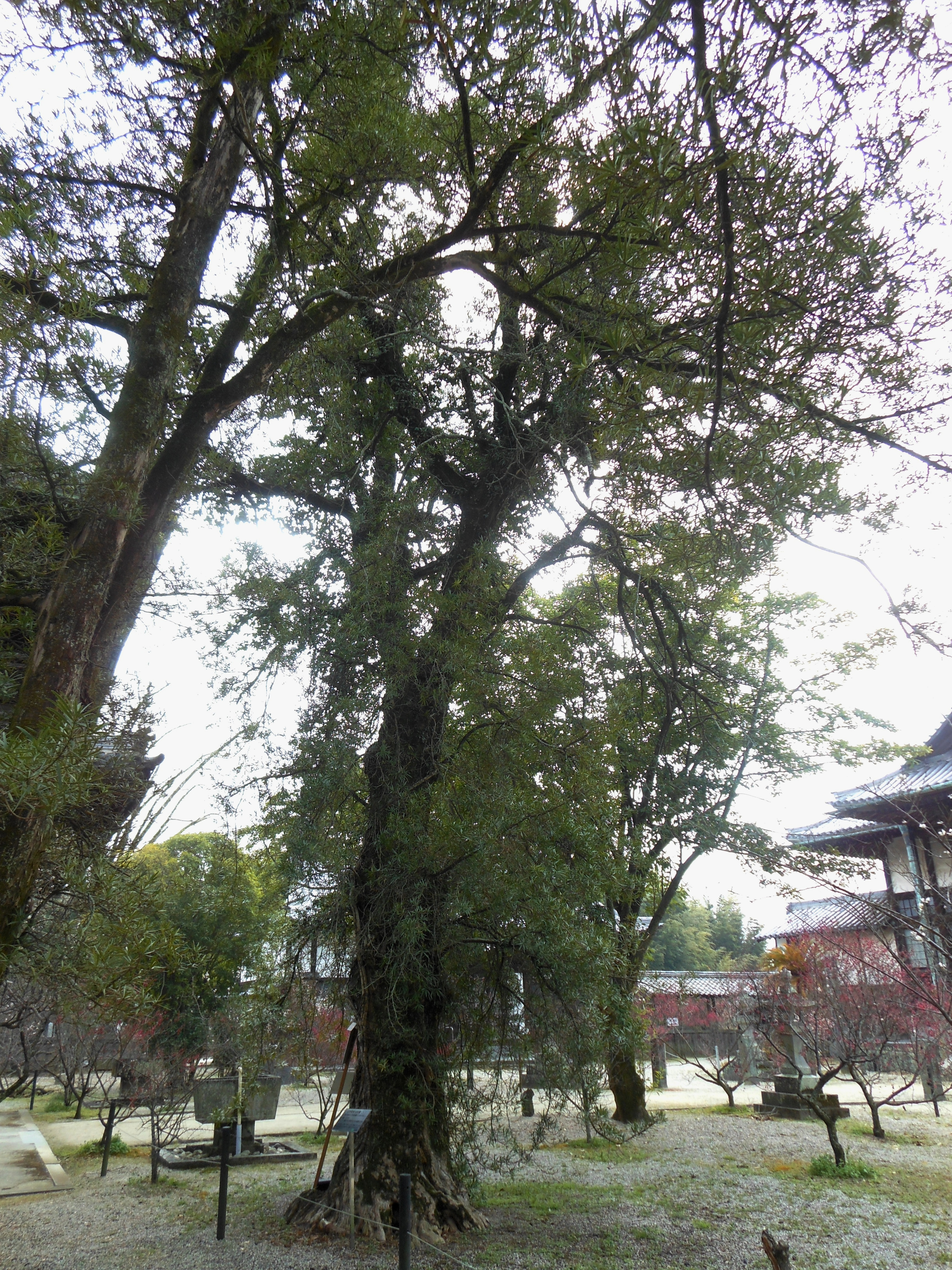
八太郎槙

幕末に活躍した副島種臣とその兄枝吉神陽の墓所や、大隈重信が子供のころ上って遊んだ樹齢600年と推定される槙の木（八太郎槇：佐賀県によるさが名木100選に選定）がある。
ものまね番組の似顔絵を描き、審査員としても出演していた漫画家の針すなおの生家で、住職を務めたこともある。